# Люк (приток Ижа)
Люк (удм. Люк «груда, куча») — река в России, протекает в Увинском (верховье), Завьяловском районах Удмуртской Республики и территории городского округа Ижевска (устье). Правый приток Ижа, бассейн Камы.

## География
Река начинается в болотах западнее Ижевска, течёт на юго-восток. За деревней Верхний Люк поворачивает на северо-восток, ниже по обоим берегам село Люк, ещё ниже по левому берегу деревня Новый Сентег, за которым Люк поворачивает на восток. Ниже села Люк впадают три левых притока — Шурвайка, Кияик и Сентек. Ниже на правом берегу починок Майский. Далее Люк пересекает границу городского округа Ижевска и впадает в Иж в 200 км от устья последнего. Длина реки — 33 км, площадь водосборного бассейна — 342 км².

## Данные водного реестра
По данным государственного водного реестра России относится к Камскому бассейновому округу, водохозяйственный участок реки — Иж от истока и до устья, речной подбассейн реки — бассейны притоков Камы до впадения Белой. Речной бассейн реки — Кама.
Код объекта в государственном водном реестре — 10010101212111100026999.